# Brauereiteiche Ehringsdorf
Am Ilmradweg bzw. am Hainweg im Weimarer Ortsteil Ehringsdorf unweit der Kipperquelle befinden sich die Brauereiteiche. Unweit davon befindet sich die namensgebende Ehringsdorfer Brauerei.
Diese beiden Teiche sind ein seit 1975 geschützter Landschaftsbestandteil. In der Fassung vom 12. Juni 2006 heißt es: 

## Geschichte und Geografie
Die am südöstlichen Stadtrand von Weimar gelegenen beiden Brauereiteiche, das Schilfröhricht und die bis an den geschützten Landschaftsbestandteil „Kipperquelle“ reichenden Auewiesen einschließlich ihrer zum Schutz erforderlichen Umgebung werden unter der Bezeichnung "Brauereiteiche Ehringsdorf" in den im Absatz 3 näher beschriebenen Grenzen als geschützter Landschaftsbestandteil geschützt. Das Schutzgebiet der Brauereiteiche umfasst eine Fläche von 9,5 ha. 
Ursprünglich wurden diese Teiche zur Eisgewinnung für die Bierherstellung angelegt. Nachdem diese um 1900 aufgegeben wurden, erlangten sie Bedeutung als Laichgewässer für die Amphibien, für Insekten und einige seltene Vogelarten. Die Brauereiteiche gelten als der wertvollste Bestandteil dieses Schutzgebietes. Sie dienten einst auch zur Fischzucht. Es gibt seit der Renaturierung bzw. Sanierung auch Biber.